# Paul Tannery
Paul Tannery (Mantes-la-Jolie, 20 de desembre de 1843 - Pantin, 27 de novembre de 1904) va ser un matemàtic francès conegut pels seus treballs en història de les matemàtiques, especialment de la Grècia Clàssica i del segle xvii.

## Vida
Paul Tannery i el seu germà Jules (també conegut matemàtic), van néixer a la vora de París, fills d'un funcionari civil de la construcció dels ferrocarrils, qui els donà la primera instrucció. Quan tenia tretze anys, la família va deixar Mantes-la-Jolie i tots dos germans van continuar els seus estudis a Le Mans, amb notes excel·lents, per acabar-los a Caen.
El 1860 va ingressar a l'École Polytechnique en la qual es va graduar el 1863 i, en acabar, va optar per fer carrera en la indústria estatal del tabac. En paral·lel a la seva carrera d'enginyer industrial, també la fa com a reservista, arribant a assolir el grau de tinent coronel d'artilleria i que el faran anar a la guerra francoprussiana el 1870-1871. Els anys següents a la guerra dirigirà els treballs de diferents fàbriques estatals de tabac a Bergerac, Saint-Cyprien i Souillac.
La seva vocació d'historiador de la ciència es desvetlla a partir de 1874, quan és nomenat enginyer de la fàbrica de tabac de Burdeus: allà va freqüentar les tertúlies erudites i les societats científiques locals, va conèixer Jules Houel i, també a Burdeus, va començar a publicar articles d'història de les matemàtiques i de la ciència a la Revue philosophique de la France et de l'étranger. El 1877 abandona voluntàriament Burdeus per Le Havre, cosa que el privarà del ambient acadèmic, però que iniciarà una sèrie de contactes amb historiadors de la ciència alemanys com Hermann Usener, Hermann Diels, Moritz Cantor i Friedrich Hultsch.
El 1883 va aconseguir ser nomenat director de la fàbrica de tabac de Gros-Caillou al 7è districte de París i retornar al ambient acadèmic, intensificant la seva producció científica. Però el 1886 va ser nomenat director de la fàbrica de Tonneins, cosa que el va tornar a allunyar de París. El càrrec, però, només li va durar catorze mesos, ja que l'any següent va ser nomenat Director de Tabacs de La Gironda, amb seu a Burdeus altre cop.
El 1890, finalment, va retornar a París a la Direcció General de les Manufactures de l'Estat, per organitzar el negoci del llumins. A partir de 1893 i fins a la seva mort, va ser director de la fàbrica de tabac de Pantin, als afores de París.
El 1893, en quedar vacant la càtedra de Història de la Ciència del Collège de France, va ser proposat per tots els òrgans consultius com el seu candidat preferit, però el ministre responsable del nomenament va optar per un altre candidat, cosa que va resultar escandalosa.

## Obra
La seva obra pot ser qualificada d'amateur, ja que mai es va dedicar professionalment a la història de la ciència, però, interessat com estava en la filologia clàssica i discutint de filosofia i matemàtiques amb el seu germà Jules i amb Émile Boutroux, es va convertir en un autèntic historiador de la ciència de reconegut prestigi internacional.
La obra publicada de Tannery consisteix en diversos llibres, algunes edicions de grans obres científiques antigues i un llarg nombre d'articles a revistes científiques.
Els seus tres llibres principals són:
- Pour l'histoire de la science helléne. De Thalès à Empédocle (París, 1887). Amb l'objectiu de donar una mena de complement a la història dels orígens de la filosofia, conclou que la ciència grega no va ser producte de l'evolució d'un pensament anterior, sinó que va sorgir de forma abrupta, sense preparació, al segle Vè aC.[18]
- La géométrie grecque. Histoire générale de la géométrie élémentaire (Paris, 1887)
- Recherches sur l'histoire de l'astronomie ancienne (Paris, 1893)

Les edicions consisteixen en:
- Oeuvres de Fermat 3 vols. (Paris, 1891–1896) amb C. Henry
- Diophanti Alexandrini opera omnia 2 vols. (Leipzig, 1893–1895). En aquest edició estableix una autèntica genealogia dels manuscrits disponibles de l'obra de Diofant, havent consultat exemplars de Franá, d'Itàlia i d'Espanya.[19]
- Oeuvres de Descartes 12 vols. i suplements. (Paris, 1897–1913) amb altres editors